# Kayseri Erciyesspor
Kayseri Erciyesspor was een Turkse voetbalclub die opgericht is in Kayseri.
De club speelde zijn thuiswedstrijden op het Kayseri Atatürk Spor Kompleksi Yan Açık Saha, dat een capaciteit heeft van 1.500 zitplaatsen.

## Geschiedenis

### Oprichting
Erciyesspor werd in 1932 opgericht. Later moest er één club komen die de stad zou vertegenwoordigen met als gevolg van de fusie tussen; Yeni Sanayispor, Erciyesspor en Ortaanadolu onder de naam Kayserispor, die op 1 juli 1966 werd opgericht. Uiteindelijk nam Erciyesspor in 1988 na 22 afwezige jaren de plek over van Emniyetspor om de oudste club van de stad te laten herleven, dat uitkwam op het derde niveau van Turkije. De missie was duidelijk; Erciyesspor moest de jeugdopleiding van Kayserispor worden.

### Recente prestaties
Aan het einde van 2004-05 was promotie naar het hoogste niveau voor het eerst in de club geschiedenis een feit. In het seizoen 2005-06 werd Erciyesspor 10e in de Turkse competitie. Lang duurde het verblijf op het hoogste niveau niet. Medio 2007 degradeerde de club terug naar de TFF 1. Lig, wat de tweede hoogste divisie is van het land. Toch wist de club dat jaar een opmerkelijke prestatie te leveren door de finale van de Turkse beker te behalen. Uiteindelijk verloor de club in de verlengingen tegen Beşiktaş JK met een 1-0 score. Dit was de beste bekerprestatie in de clubgeschiedenis. De daarop volgende seizoen mocht de club als tweedeklasser uitkomen in de UEFA Cup. In de tweede voorronde schakelde het Maccabi Tel Aviv uit, met 1-1 en 3-1 scores. In de eerste ronde moest Kayseri Erciyesspor het afleggen tegen het sterke Atlético Madrid met 0-4 en 0-5. In jaargang 2007-2008 werd de club 7de en miste ze net de play-offs voor de Süper Lig. In het seizoen 2008-2009 werd een 11de plaats behaald. In het seizoen 2009-2010 volgde weer een 11de plaats. In 2010-2011 en 2011-12 werd de club 8ste. In 2013 promoveerde de club naar de Süper Lig. In 2015 volgde de degradatie naar de TFF 1. Lig. Het opvolgende seizoen volgde een degradatie naar de 2. Lig. Vanaf het seizoen 2016-17 speelt de club in de Rode groep van de 2. Lig, het derde niveau van het Turkse voetbal. Na het 3-1 uit verlies tegen Tokatspor is de club per 26 februari 2017 gedegradeerd naar de Spor Toto 3. Lig, mede door de negen strafpunten die het opgelegd heeft gekregen van de Turkse voetbalbond TFF.
Op 4 maart 2018 volgde de vierde opeenvolgende degradatie, waardoor het team het volgend seizoen zal uitkomen in de Bölgesel Amatör Lig, het hoogste regionale amateurniveau. Kayseri Erciyesspor heeft zich voor het seizoen 2018-19 teruggetrokken van de deelname aan de Bölgesel Amatör Lig.

### Erelijst
- Turkse beker
  - Finalist: 2007

## Kadir Has Stadion
Kayseri Kadir Has Stadion is de naam van het nieuwe voetbalstadion van de Turkse voetbalclubs Kayserispor en Kayseri Erciyesspor, dat op 8 maart 2009 het oude Kayseri Atatürk Stadion heeft vervangen. Het stadion heeft zijn naam te danken aan zakenman en filantroop Kadir Has. Het nieuwe stadion biedt plaats aan 32.864 toeschouwers. Dit is echter exclusief de skyboxen. Vanwege de moeilijke financiële situatie speelt Kayseri Erciyesspor zijn wedstrijden vanaf het seizoen 2016-17 op het nabijgelegen Kayseri Atatürk Spor Kompleksi Yan Açık Saha, dat plaats biedt aan 1.500 toeschouwers.

## Gespeelde divisies
- Süper Lig: 2005-2007, 2013-2015
- TFF 1. Lig: 2000-2002, 2003-2004, 2007-2013, 2015-2016
- Spor Toto 2. Lig: 1988-2000, 2002-2003, 2016-2017
- Spor Toto 3. Lig: 2017-2018
- Spor Toto BAL: 2018 (club na 86-jarig bestaan gesloten)

## In Europa
Uitslagen vanuit gezichtspunt Kayseri Erciyesspor
| Seizoen | Competitie | Ronde | Land            | Club                | Totaalscore | 1e W    | 2e W    | PUC |
| ------- | ---------- | ----- | --------------- | ------------------- | ----------- | ------- | ------- | --- |
| 2007/08 | UEFA Cup   | 2Q    | Vlag van Israël | Maccabi Tel Aviv FC | 4-2         | 1-1 (U) | 3-1 (T) | 1.5 |
|         |            | 1R    | Vlag van Spanje | Atlético Madrid     | 0-9         | 0-4 (U) | 0-5 (T) | 1.5 |

Totaal aantal punten voor UEFA coëfficiënten: 1.5

## Voorzitters
- 1966-1971 	Rıfat Gönen
- 1971-1971     Alpay Aktan
- 1971-1972     Üveyis Molu
- 1972-1973     Şaban Cenkçi
- 1973-1973     Zafer Özden
- 1973-1973     Üveyis Molu
- 1974-1975     Erdal Yeğenağa
- 1975-1982     Osman Erköse
- 1982-1982     Adem Kaya
- 1982-1982     Mustafa Elmaağaçlı
- 1982-1983     Osman Erköse
- 1984-1984     Sami Yangın
- 1984-1986     Mehmet Haymanalı
- 1986-1986     İbrahim Timuçin
- 1986-1987     Mehmet Haymanalı
- 1987-1988     Osman Erköse
- 1988-1990     Yaşar Öz
- 1990-1991     Niyazi Bahçecioğlu
- 1991-1992     Ali İhsan Alçı
- 1992-1993     Niyazi Bahçecioğlu
- 1993-1994     Şükrü Karatepe
- 1994-1996     Mehmet Özhaseki
- 1996-1997     Şükrü Karatepe
- 1997-2000     Mehmet Özhaseki
- 2000-2000     Enver Kemaloğlu
- 2000-2000     Ahmet Demircioğlu
- 2000-2001     Mehmet Özhaseki
- 2001-2003     Mete Eke
- 2003-2003     Recep Mamur
- 2003-2004     Memduh Büyükkılıç
- 2004-2006     Ahmet Çetinkaya
- 2006-2007     Ziya Eren
- 2007-2008     Enver Kemaloğlu
- 2009-2009     Sabri Büyükbahçeci
- 2009-2010     Nuh Mehmet Delikan
- 2010-2011     Necmettin Apaydın
- 2010-2011     Hidayet Aydoğan
- 2011-2016     Ziya Eren
- 2016-2016     Nuhkan Rüzgar
- 2017-             Saffet Külahçı

## Bekende (ex-)spelers
Turken
- Necati Ateş
- Yalçın Ayhan
- Uğur Dağdelen
- Cenk İşler
- Sinan Kaloğlu
- Mustafa Sarp
- Fatih Sonkaya
- Yusuf Şimşek
- Mehmet Topuz
- Ali Turan
- Orkun Uşak

Algerijnen
- Sofiane Hanni

Belgen
- Murat Akin
- Björn Vleminckx

Bosniërs
- Senijad Ibričić

Brazilianen
- Júlio César

Bulgaren
- Zdravko Lazarov

Costa Ricanen
- Randall Azofeifa

Ghanezen
- John Boye

Hongaren
- Balázs Tóth

Kamoerenezen
- Georges Mandjeck
- Jacques Zoua

Macedoniërs
- Stefan Aškovski

Malinezen
- Yacouba Sylla
- Bakaye Traoré

Nederlanders
- Royston Drenthe

Portugezen
- Edinho

Roemenen
- Gheorghe Constantin
- Emerich Jenei

Serviërs
- Radomir Đalović
- Bojan Jorgačević

Tunesiërs
- Riadh Bouazizi